# Bò Gelbvieh
Bản mẫu:Thông tin động vật breed
Bò Gelbvieh (tiếng Đức có nghĩa "bò màu vàng") là một giống bò có nguồn gốc ở một số quận Franconia của Bavaria, Đức vào giữa thế kỷ XVIII. Gelbvieh ban đầu được gọi là "bò Franconia đỏ vàng" và được phát triển từ một số giống địa phương. Bò Gelbvieh ban đầu được lai tạo với mục đích tạo giống bò phục vụ cho ba mục đích (được chăn nuôi để sản sinh sữa, thịt và kéo cày), nhưng Gelbvieh hiện đại chủ yếu được sử dụng để sản xuất thịt bò.

## Lịch sử
Vào giữa thế kỷ XIX, một số giống bò địa phương của Đức bắt đầu được kết hợp nhằm tạo thành một giống bò mới và kết quả cuối cùng là Gelbvieh. Loài mới được chính thức thành lập vào năm 1920.
Gelbvieh đã được giới thiệu ở nhiều nước trên thế giới, bao gồm Tây Ban Nha, Bồ Đào Nha, Anh, Canada, Hoa Kỳ, Úc và Nam Phi, chủ yếu thông qua việc thụ tinh nhân tạo và xuất khẩu trực tiếp. Di truyền Gelbvieh đầu tiên đến Canada vào năm 1972 từ Đức. Gelbvieh hiện là giống bò lớn thứ 6 ở Canada với 3500 con được đăng ký hàng năm. Bò Gelbvieh đầu tiên được nhập khẩu vào Hoa Kỳ từ Đức vào năm 1971 bởi Leness Hall. Hiệp hội Gelbvieh Mỹ được thành lập cùng năm. Hiện tại có 45.000 con bò Gelbvieh đã đăng ký tại Hoa Kỳ. Vào tháng 1 năm 1977, Chương trình Gelbvieh quốc gia đầu tiên của Hoa Kỳ được tổ chức cùng với Chương trình chứng khoán phương Tây quốc gia ở Denver, Colorado.